# Rue des Thermopyles
Pour les articles homonymes, voir Thermopyles (homonymie).
La rue des Thermopyles est une voie située dans le quartier de Plaisance du 14e arrondissement de Paris, en France.

## Situation et accès
La rue des Thermopyles débute au 32, rue Didot et se termine au 87, rue Raymond-Losserand. Longue de 280 mètres, elle est une des rares rues de Paris encore revêtues de gros pavés. Bordée de maisons de un à quatre étages décorées d'abondantes glycines, et ornée de plusieurs arches de feuillages très fleuries au printemps, cette rue a su garder un aspect champêtre très apprécié des promeneurs.
La rue des Thermopyles est desservie à proximité par la ligne 13 à la station Pernety.

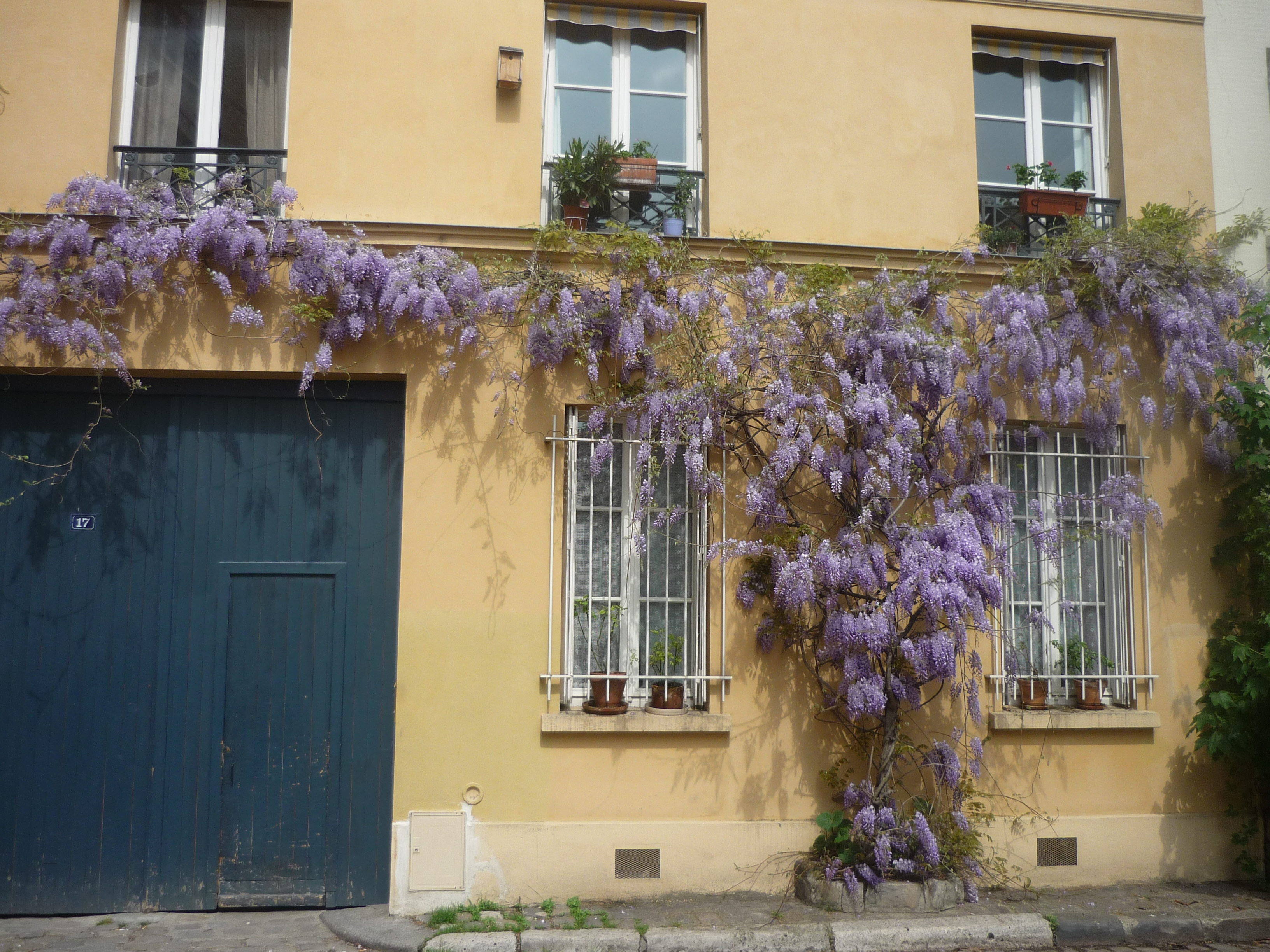
Glycines en fleurs au printemps.
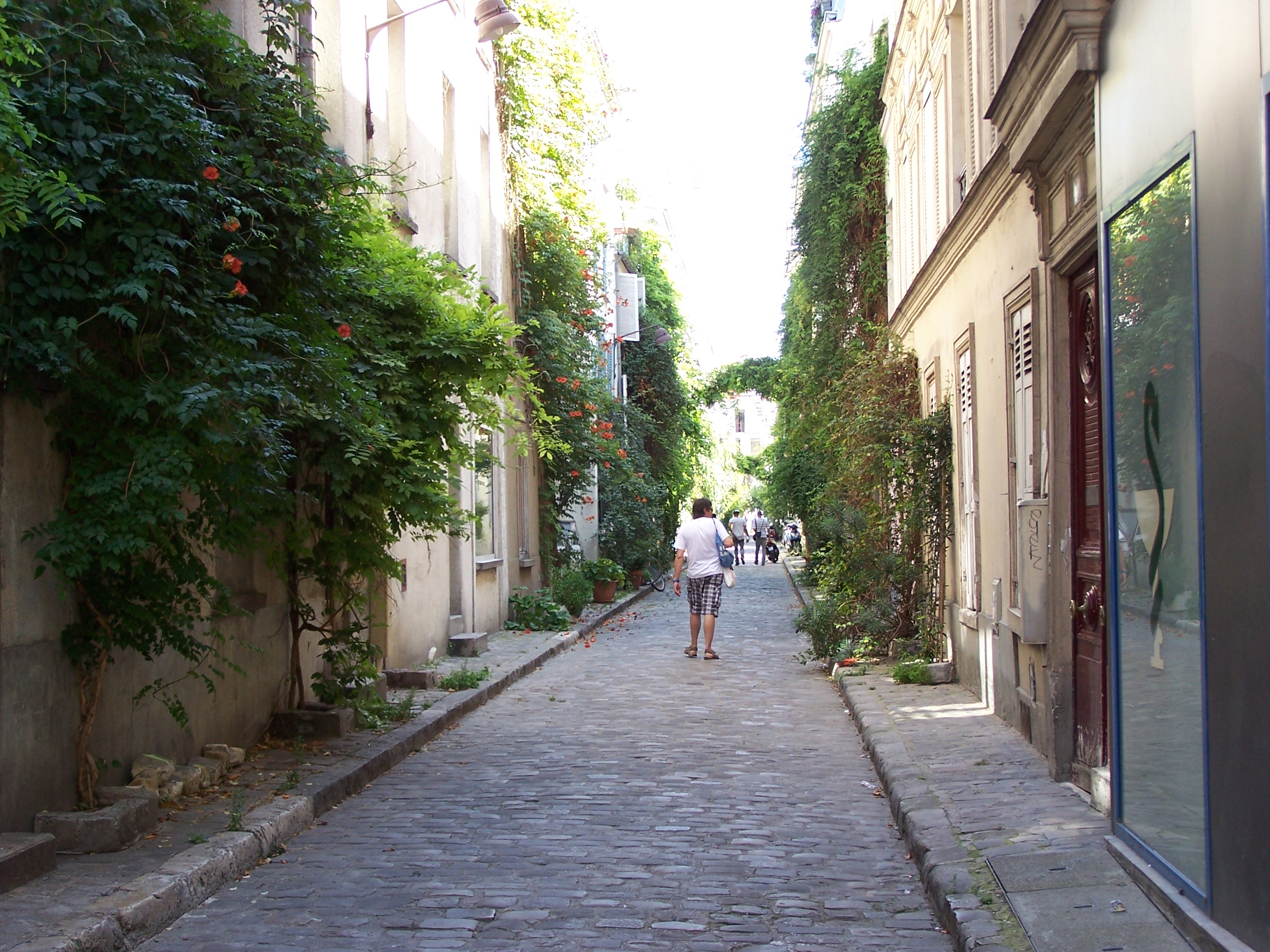
Vue depuis la rue Raymond-Losserand.
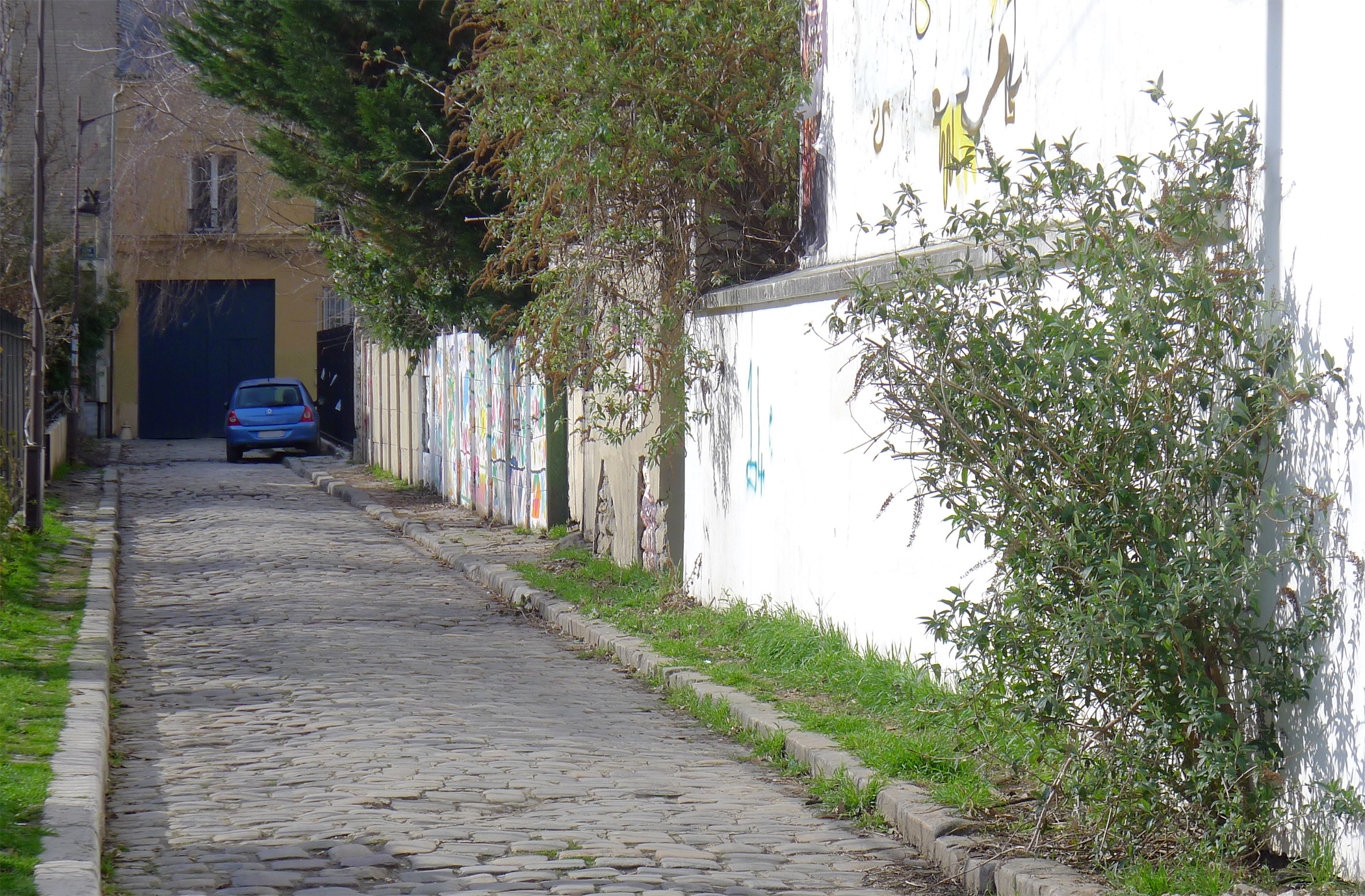
Vue depuis la rue Didot.
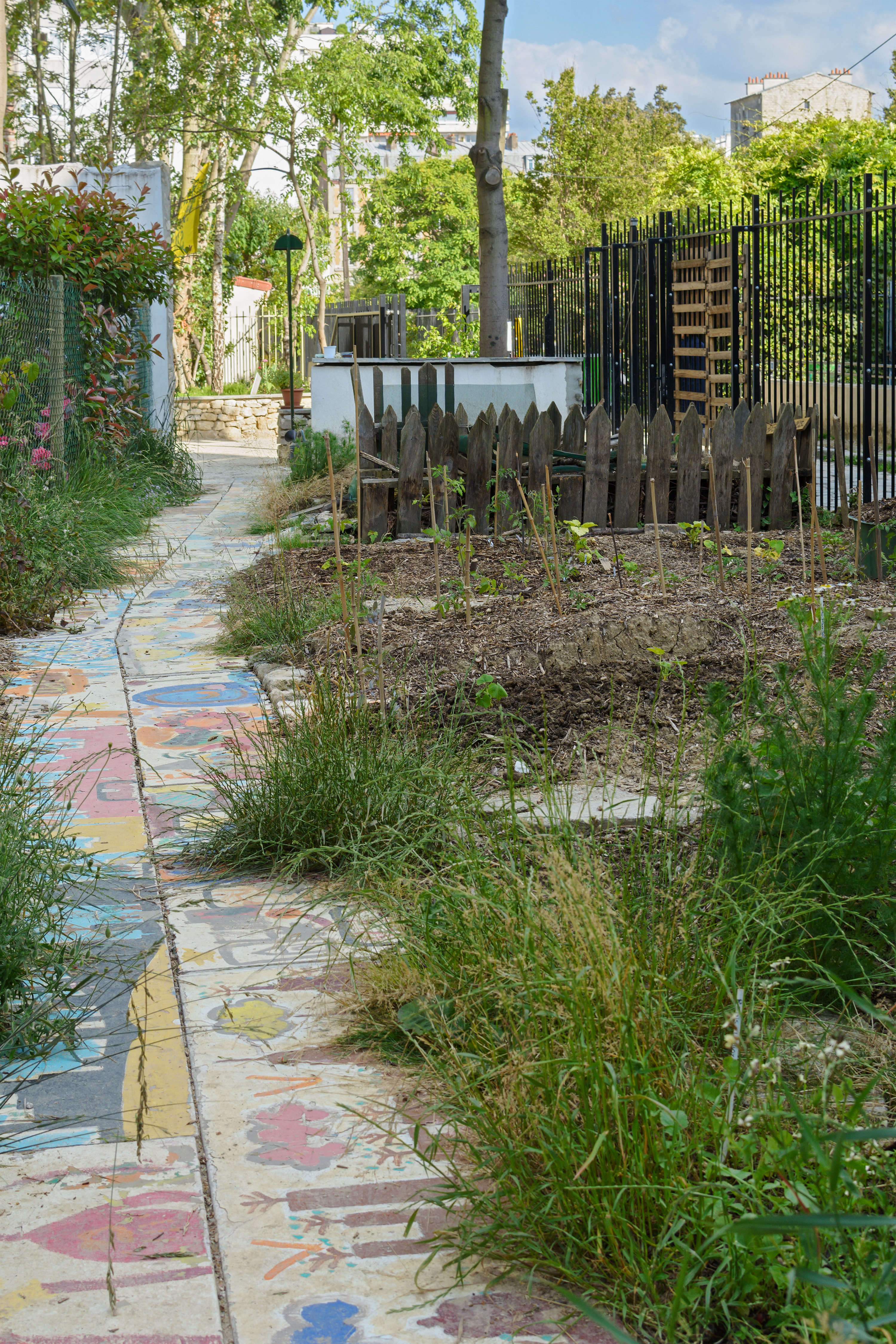
Le jardin partagé de la rue des Thermopyles

## Origine du nom
Le passage des Thermopyles (les « portes chaudes » en grec), nommé en hommage à la bataille des Thermopyles, doit son nom au choix du lotisseur des terrains Alexandre Chauvelot, qui ouvre le passage en 1859.

## Historique
La rue des Thermopyles était à l'origine le passage des Thermopyles, créé pour desservir les parcelles d'un terrain acquis par Alexandre Chauvelot.
Le passage des Thermopyles va s'agrandir en incluant le passage Léonidas. Le passage des Thermopyles va alors débuter impasse des Plantes pour finir rue de Vanves. En 1924, la partie de l'ancien passage Léonidas comprise entre l'impasse des Plantes et la rue Hippolyte-Maindron en est détachée et devient la rue Olivier-Noyer. En 1927, nouvelle amputation du passage des Thermopyles à l'occasion du prolongement de la rue Olivier-Noyer de la rue Hippolyte-Maindron jusqu'à la rue Didot. Dorénavant, la totalité de l'ancien passage Léonidas est repris par la rue Olivier-Noyer.
Initialement voie privée, elle prend la dénomination de rue en 1937 et est fermée par des chaînes jusqu'en 1958. Elle devient une voie privée ouverte à la circulation le 23 juin 1959.
En 2022, le groupe immobilier Terrot acquiert deux ateliers d'artistes en mauvais état derrière les numéros 37 et 37 bis de la rue, deux parcelles d’une surface totale de 525 mètres carrés, puis dépose un projet pour les réhabiliter en grands lofts touristiques, pour des locations type Airbnb.

## Bâtiments remarquables et lieux de mémoire
Depuis décembre 2019, un hommage au rappeur Népal est représenté sous la forme d'un graffiti, réalisé par la 75e Session et LesGarsLaxistes.